# Мультановский, Борис Помпеевич
Борис Помпеевич Мультановский (11(23) апреля 1876, Петербург — 4 марта 1938, Ленинград) — русский метеоролог. Академик ВАСХНИЛ (1935).

## Биография
Родился в семье хирурга Военно-медицинской академии. Окончил 1-ю Санкт-Петербургскую классическую гимназию и (в 1899) Петербургский университет, где специализировался в метеорологии под руководством А. И. Воейкова.
Младший наблюдатель Павловской обсерватории (1900—1903). Доцент-физик Главной физической обсерватории (1903—1909). Младший помощник в Правлении инженерного товарищества братьев Нобель (1909—1913).
С 1913 снова работал в ГФО — Главной геофизической обсерватории: руководитель Отдела синоптических работ (1913—1926), заведующий Бюро погоды (1926—1929), руководитель Группы долгосрочных прогнозов погоды (с 1930). В период Первой мировой войны занимал также должность заведующего отдела научной разработки методов предсказаний погоды Главного военно-метеорологического управления.
В 1935 году избран академиком ВАСХНИЛ.
Умер 4 марта 1938 года в результате болезни сердца.

## Научная деятельность
Разработал свой метод метеопрогноза, в 1915 году опубликовал работу «Влияние центров действия атмосферы на погоду Европейской России». В том же 1915 году предсказал рекордно высокое половодье на Лене, дал прогноз погоды Карского моря для зимовавшей экспедиции Б. А. Вилькицкого — правильно предсказал раннее вскрытие льдов, несмотря на суровую зиму.
В последующем Мультановский и его ученики расширили созданный им метод прогнозирования, нашли возможность его применения к прогнозу гололеда, ливней, вскрытия рек. Эти научные разработки Мультановский обобщил в монографии «Основные положения синоптического метода долгосрочных прогнозов».

## Награды
Награждён Малой золотой медалью Русского географического общества (1927).

## Память
В честь Б. П. Мультановского назван мыс (мыс Мультановского, Баренцево море, Земля Франца-Иосифа, остров Земля Георга, название мысу присвоено в 1953—1955 гг.).